# Hepatotoxicitate
Hepatotoxicitatea implică o afectare la nivel hepatic și poate să fie indusă prin tratament medicamentos. Medicamentele hepatotoxice pot provoca o insuficiență hepatică acută. Mai mult de 900 de medicamente au fost incriminate în cauzarea lezărilor hepatice, exemple fiind: carbamazepina, paracetamolul, etopozidul, nefazodona și metotrexatul.
Alți compuși potențial hepatotoxici sunt: aflatoxinele, etanolul, alcaloizii pirolizidinici și tetraclorura de carbon.